# Maybach Exelero
Maybach Exelero je sportski automobil visokih performansi koji je dizajnirala i napravila njemačka tvrtka, proizvođač luksuznih automobila, Maybach. Exelero je predstavljen u svibnju 2005. u Berlinu.
Ovaj unikatni automobil je dvosjed, s bi-turbo V12 motorom, koji razvija snagu od 700 KS  (515 kW). Izradu modela je naručila tvrtka Fulda, njemački prozivođač pneumatika, kao referentno vozilo za testiranje nove generacije pneumatika. Automobil je kreiran kao unikatna moderna interpretacija legendarnog sportskog automobila iz 1930ih, Maybach SW 38, kojeg je također koristila tvrtka Fulda za testiranje guma.

## Specifikacije
- Dužina: 5.89 m (19.3 ft)
- Širina: 2.148 m (7.02 ft)
- Težina: 2660 kg (5864 lb)
- Motor: Bi-Turbo V12 iz modela Maybach 57 S 700 KS (SAE) (515 kW), 1020 N·m (737 ft·lbf)
- Najveća brzina: 351 km/h  (218 mph)
- 0-62 mph: 4,4 sekunde
- Gume: 315/25 ZR 23 Fulda Exelero
- Gorivo korišteno za ispitivanje najveće brzine: 110 oktana
- Cijena: otprilike $8.000.000 (USD)

## Exelero na cesti
Osobito zanimanje za ovaj auto, javnost je stekla kroz popularnu njemačku seriju Cobra 11, gdje se auto pojavio, no za razliku od ostalih auta u seriji, ovaj je prošao neoštećen. Vrijednost auta spomenuta u seriji iznosi 9.000.000 €.

## Vanjske poveznice
- Maybach Exelero informacijska web stranica  Arhivirana inačica izvorne stranice od 8. veljače 2009. (Wayback Machine) (engl.)
- Fulda gume (engl.)
- Skice na stranicama dizajnera Exelera  Arhivirana inačica izvorne stranice od 10. ožujka 2009. (Wayback Machine) (engl.)